# 上阿拉瓜亚
上阿拉瓜亚是巴西马托格罗索州的一个市镇。总面积5538.022平方公里，总人口13770人，人口密度2.5人/平方公里。